# Çavuş, Yazıhan
Çavuş là một xã thuộc huyện Yazıhan, tỉnh Malatya, Thổ Nhĩ Kỳ. Dân số thời điểm năm 2011 là 128 người.